# Salcombe
Salcombe és una ciutat turística al districte South Hams, comtat de Devon, a Anglaterra (Regne Unit), amb una població estimada a mitjans de 2016 de 1.688 habitants. Està ubicada al centre de la península del Sud-oest, prop de la ciutat d'Exeter i de la riba del canal de la Manxa (oceà Atlàntic).

## Geografia
La ciutat és a prop de la desembocadura de lbot estuari de Kingsbridge, construïda majoritàriament a l'empinat costat oest de l'estuari. Es troba dins de l'Àrea d'Excepcional Bellesa Natural del Sud de Devon (AONB). L'extens passeig marítim de la ciutat i el port naturalment protegit format per l'estuari van donar lloc al seu èxit com a port de navegació, construcció i vela i, en els temps moderns, al turisme, especialment en forma dbot embarcacions d'esbarjo i iots. La ciutat també acull una indústria tradicional de pesca de marisc. La ciutat és part del districte electoral de Salcombe i Malborough, per al qual el cens de 2011 va registrar una població total de 3.353.

## Història
Hi ha diversos naufragis davant de Salcombe. El més antic és un vaixell de l'Edat del Bronze, un dels tres únics coneguts a la Gran Bretanya que tenien armes i joies fabricades al que avui és França. El Salcombe Cannon Wreck és un vaixell del segle XVII que contenia 400 monedes d'or marroquins i articles holandesos. El 1936, una barca finlandesa de quatre pals, Herzogin Cecilie, va encallar a Ham Stone i posteriorment va quedar varada a Starehole Bay, prop de Bolt Head. També davant de Salcombe es troba l'HMS Untiring, un submarí de la Segona Guerra Mundial, enfonsat el 1957 com a objectiu de sonar. A la carta S298 del segle IX s'ofereix una descripció dels South Hams. No es refereix a Salcombe, però la seva àrea és part de Badestone (Batson). "Salcombe" apareix per primera vegada als registres el 1244, als límits de Batson i West Portlemouth (Portlemore Barton). El 1570, hi havia 56 mariners, mentre que dos anys més tard, un altre estudi mostra cinc vaixells de menys de 60 tones a Salcombe.
El 1566, hi havia deu xarxes de setge a Salcombe, mentre que a la dècada de 1580, els pescadors de Salcombe viatjaven anualment a Padstow per a la nova pesqueria d'areng. Mentre van ser allà, van llogar cabanes i magatzems.
Les ruïnes de Fort Charles romanen cap al sud de la ciutat. Va ser construït per Enric VIII per defensar la ria. Durant la guerra civil anglesa, la ciutat es va posar del costat dels realistes . De gener a maig de 1646, el fort va resistir contra els Roundheads i va ser el darrer bastió realista. Va ser menyspreat per ordre del Parlament. Hi ha pocs registres del poble entre el 1650 i el 1750, però es pensa que els habitants vivien de la pesca i el contraban. El 1764, es va construir la primera casa de vacances, The Moult, a Salcombe.
Al segle xix, Salcombe era un important centre de transport marítim al comerç de fruites. Els vaixells de Salcombe van navegar cap a Iberia, el Mediterrani i el Carib, així com cap a les Açores i Terranova. Els carregaments de fruita eren taronges i llimones de les Açores i pinyes de les Bahames i les Índies Occidentals. Altres carregaments portats van incloure sucre, rom, cocos i aranges. A més, es van portar fustes com el banús i la caoba per equipar els vaixells. Salcombe i Kingsbridge eren llocs ocupats a la construcció naval, produint la goleta Salcombe, que era un vaixell ràpid que podia navegar amb poques mans. Tot i això, gairebé la meitat de la flota es va perdre amb totes les seves tripulacions. El 1811 es va establir una associació mútua dbot assegurances marítimes per assegurar els vaixells de Salcombe.
La flota de Salcombe també va participar en el comerç costaner, subministrant carbó de Gal·les i emportant-se sidra, malta, cereals i pissarres. En 1870 es va instal·lar un ferri a Brest, però no va durar. El 1871, la part central de Salcombe, exclosos els districtes perifèrics, comptava amb 776 persones, amb 34 fusters i 13 fusters navals. També hi eren presents cinc serradors, tres fabricants de blocs, dos aparelladors de vaixells, tres fabricants de veles, un pasta de full i quatre ferrers. No obstant això, a la dècada de 1870, el comerç de fruites va disminuir a causa dels brots de malalties de la taronja i la pinya, així com a l'arribada dels vaixells de vapor. Es va trobar feina portant sal a Terranova i tornant amb bacallà però, el 1914, només hi havia tres o quatre vaixells mercants de propietat local a l'estuari. En aquell moment, la navegació d'esbarjo va començar a Salcombe, i el club nàutic es va fundar el 1894. Un dels vaixells que va competir va ser el Salcombe Yawl, per al qual s'ha creat una associació de propietaris. El 1824 es va construir una autopista de peatge cap a Salcombe Originalment, Salcombe era part de la parròquia de Malborough, però el 1401 es va construir una capella còmoda a Salcombe. L'església parroquial no es va construir fins al segle xix. La població de Salcombe era 972 el 1841, però havia augmentat a aproximadament 1500 el 1850. També hi ha una Capella Wesleyana i una església catòlica.
Entre les dues guerres mundials, Salcombe es va desenvolupar com a lloc de vacances i el 1922 es va fundar el Salcombe Sailing Club. Entre les dues guerres mundials, Salcombe es va desenvolupar com a lloc de vacances i el 1922 es va fundar el Salcombe Sailing Club. Durant la Segona Guerra Mundial, es va instal·lar una estació de radar a Bolt Head i Salcombe es va convertir en una base amfíbia avançada per a l'Armada dels Estats Units el setembre de 1943. L'hotel Salcombe es va convertir en la seu d'aquest últim i es van requisar 60 propietats més, i es van construir cabanes Quonset al turó a prop del Rugby Club. A més, es van construir Whitestrand Quay i la grada. 137 oficials i 1793 homes tenien la seva base a Salcombe. 66 vaixells i nombrosos vaixells auxiliars van salpar de Salcombe el 4 de juny de 1944, com a part de la "Force U" que va desembarcar a Utah Beach, Normandia. Posteriorment, Shadycombe Creek i Mill Bay es van utilitzar per reparar llanxes de desembarcament danyades. La base va tancar el 7 de maig de 1945 i es va col·locar una placa a Normandy Way per commemorar l'Armada dels Estats Units. Salcombe i el districte van patir diversos bombardejos durant la guerra.
L'antiga estació de radar de Bolt Head, prop de Salcombe, es va crear per a ser utilitzada com a seu del govern regional en cas d'atac durant la Guerra Freda. Ara ha estat desmantellat. Hi ha hagut molts canvis a Salcombe Waterfront des de la Segona Guerra Mundial, sent el més notable la construcció del parc d'automòbils i vaixells Creek i la carretera a Batson. Salcombe es va convertir en un districte urbà després d'una llei del Parlament el 1972.

## Port

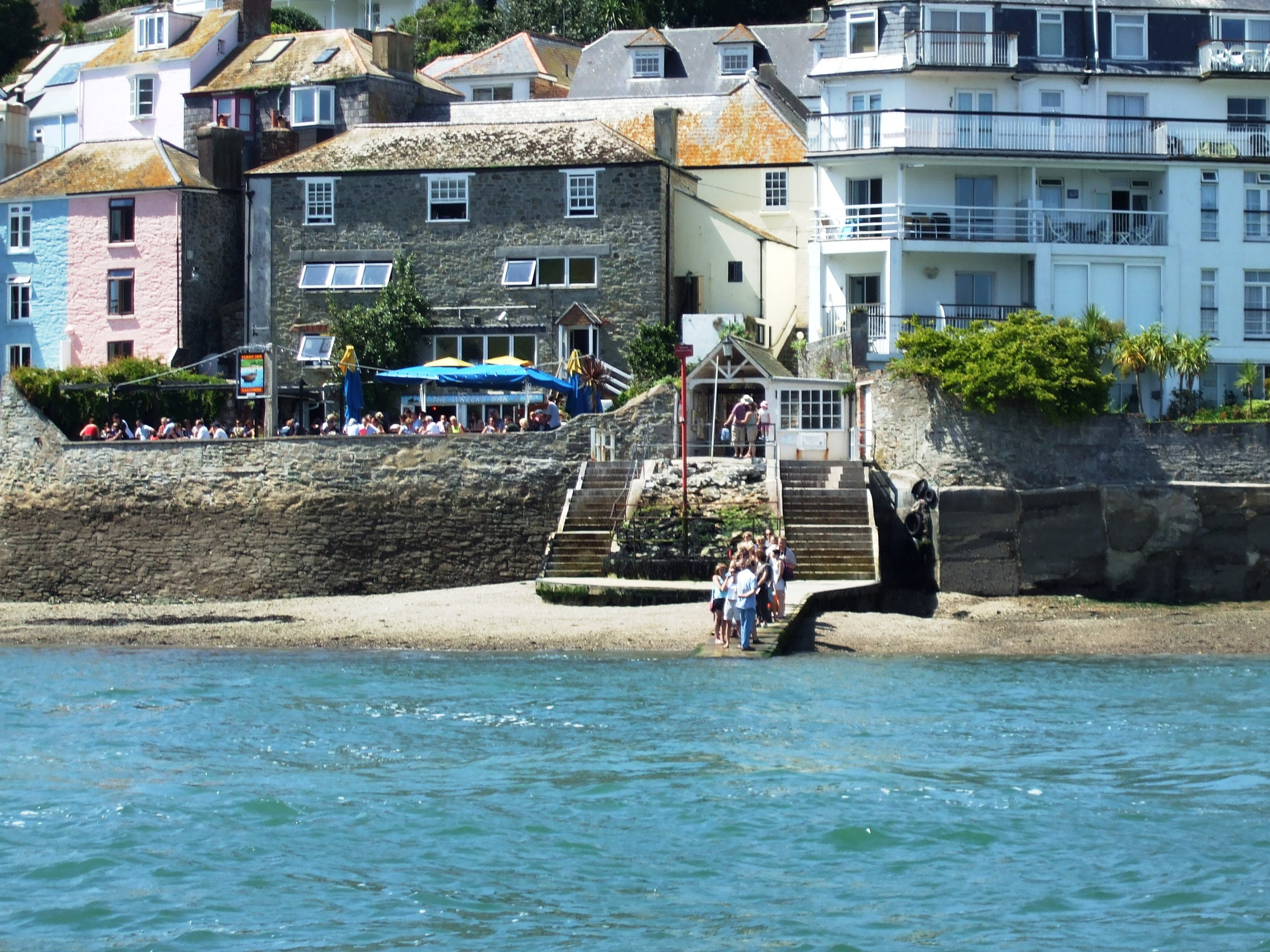
El moll Jubilee a Salcombe

Salcombe es va convertir en un port de registre de vaixellsel 1 864s però encara pertanyia a Dartmouth a efectes duaners. Posteriorment es va construir una duana a Salcombe que encara existeix. Entre el 1796 i el 1887, es van botar almenys 200 vaixells des de Salcombe. Per proporcionar més espai, les drassanes es van ampliar recuperant la platja, però després es van reconstruir i se'n van construir de nous a Shadycombe Creek. No obstant això, es van perdre molts vaixells, inclosos set vaixells locals davant de les Açores el novembre de 1851. El 1851 hi havia quatre tallers de fabricants de veles a Salcombe i tres ferrers. La majoria de les cases victorianes que es veuen avui a Salcombe van ser construïdes per armadors i capitans. Després del 1880, amb l'arribada de la propulsió a vapor i els vaixells més grans, hi va haver menys treballs de construcció i reparació nous. Els mariners i artesans de Salcombe es van traslladar als ports pesquers d'alçada oa les drassanes.

El famós poema de Lord Tennyson "Crossing the Bar" es va inspirar en una visita a Salcombe durant el segle XIX. El poema comença amb les línies:
| « | 'Capvespre i estrella vespertina i una crida clara per a algú I que no hi hagi gemecs de la barra, Quan surto cap a tu | » |

El gemec fa referència al soroll de l'aigua trencant sobre el Bar. L'estació de bots salvavides de Salcombe va ser establerta per la Royal National Lifeboat Institution el 1869. El 1916, un bot salvavides de Salcombe, el bot de rems "The William and Emma", va bolcar en creuar The Bar, cosa que va provocar la pèrdua de 13 de les vides dels 15 tripulants. Tot i això, aviat es va formar un altre equip i l'estació continua fins avui. Hi ha un vaixell per tot clima Tamar-class i un vaixell costaner Atlantic [85] . L'estació de bots salvavides original a South Sands ja no s'utilitza i hi ha un museu i una botiga de bots salvavides a la ciutat de Salcombe, a la mateixa estació de bots salvavides.